# Hydriomena ameliata
Hydriomena ameliata är en fjärilsart som beskrevs av Louis W. Swett 1915. Hydriomena ameliata ingår i släktet Hydriomena och familjen mätare. Inga underarter finns listade i Catalogue of Life.